# Rolando Rivi
Rolando Rivi (7. ledna 1931, Castellarano – 13. dubna 1945, Palagano) byl italský římskokatolický seminarista, zavražděný ke konci druhé světové války komunistickými partyzány. Katolická církev jej uctívá jako blahoslaveného mučedníka.

## Život
Narodil se dne 7. ledna 1931 v Monchiu (část města Palagano v podhůří Apenin) jako druhý ze tří dětí Roberta Riviho a Albertiny Canovi. Měl mladší sestru Rosannu a staršího bratra Guida. Pokřtěn byl 8. ledna téhož roku místním farářem Luigim Lemmim. Zvláště díky své matce získal zbožnou povahu. Ráno, před každodenní prací na poli se vždy zúčastnil mše svaté.
Roku 1937 začal navštěvovat místní školu. Své první svaté přijímání přijal na slavnost Božího Těla dne 16. června 1938. Dne 24. června 1940 přijal od biskupa diecéze Reggio Emilia-Guastalla Eduarda Brettoniho svátost biřmování. Téměř každý den přijímal svaté přijímání a jednou týdně svátost smíření.
V jedenácti letech svým rodičům řekl o své touze stát se knězem. Po ukončení základní školní docházky nastoupil dne 1. října 1942 na církevní studia v obci Carpineti. Hned po svém zahájení formace na semináři začal nosit, jak je zvykem kleriku. Jeho duchovním vůdcem se tehdy stal Alfredo Castagnetti.
V červnu roku 1944 však musel seminář kvůli probíhající druhé světové válce opustit. I poté však nepřestal nosit kleriku, jelikož na ni byl hrdý a to i přes to, že ve společnosti začaly vznikat protikatolické nálady. Měl rád hudbu, kdy uměl hrát na harmonium.
Dne 10. dubna 1945 ráno se po účasti na mši svaté vrátil domů pro některé své knihy a šel do nedalekého lesa. Při tom jej však unesla skupina komunistických partyzánů. V poledne si rodiče všimli, že se nevrátil na oběd a začali po něm pátrat po cestě, kterou šel. Nalezli však pouze jeho rozházené knihy a malý lístek, na kterém stálo: "Nehledejte ho. Jde na chvíli s námi."
Partyzáni jej obvinili ze spolupráce s fašisty. Několikrát ho i zbili. Svlékli jej také z kleriky, což se ho velmi dotklo. Přesunuli ho na asi 25 km vzdálenou farmu, která sloužila jako jejich útočiště a zavřeli jej do vepřína. I přes váhání některých bylo nakonec rozhodnuto, že bude zavražděn.
Po dvou dnech trýznění byl dne 13. dubna 1945 byl převezen k mělkému hrobu v lese u obce Palagano, před nějž si byl donucen kleknout. Požádal ještě o mužnost se pomodlit za své rodiče, načež byl asi v 15:00 zastřelen výstřelem do srdce a do spánku. Jeho kleriku poté stočili a kopali do ní jako do míče, než ji nechali někde pohozenou. 14. dubna večer našel jeho otec a kněz Alberto Camellini jeho mrtvolu s náznaky mučení v nízkém hrobě. Následujícího 15. dubna oba jeho ostatky vzali a připravili na pohřeb. Pohřben byl dne 29. května 1945 na hřbitově při kostele sv. Valentýna v Castellarano. Dne 26. června 1997 pak byly jeho ostatky přeneseny a uloženy dovnitř jmenovaného kostela.
Roku 1951 shledal soud šestnáctiletého Giuseppe Corghiho (který vystřelil první výstřel) a dvaceti šestiletého Delciso Rioliho (partizánského velitele) vinnými z jeho vraždy a odsoudil je oba k 23 letům odnětí svobody. Trest byl potvrzen odvolacím soudem ve Florencii a následně, roku 1952 i nejvyšším soudem. Konečný trest byl 22 let odnětí svobody pro oba. Roku 1957 však byli propuštěni na amnestii, kterou navrhl tehdejší ministr spravedlnosti, komunista Palmiro Togliatti.

## Úcta
Jeho beatifikační proces byl zahájen dne 30. září 2005, čímž obdržel titul služebník Boží. Dne 27. března 2013 podepsal papež František dekret o jeho mučednictví.
Blahořečen pak byl dne 5. října 2013 ve sportovní hale v Modeně. Obřadu předsedal jménem papeže Františka kardinál Angelo Amato.
Jeho památka je připomínána 29. května. Bývá zobrazován v černé klerice a saturnu. Je patronem ministrantů a arcidiecéze Modena-Nonantola.